# Fernando Martínez (calciatore 1990)
Fernando Martínez Rubio (Murcia, 10 maggio 1990) è un calciatore spagnolo, portiere dell'Almería.

## Carriera

### Club
Ha iniziato a giocare nel settore giovanile del Valencia. Ha esordito fra i professionisti nella stagione 2009-2010 con il Sangonera, militante in Segunda División B.
In seguito, nell'estate del 2010, ha firmato per il Real Murcia, dove ha giocato per due anni con la squadra riserve in Tercera División. Nell'agosto 2012 viene ceduto in prestito ai concittadini dell'UCAM Murcia, in terza divisione.
L'11 settembre 2013 ha esordito con il Murcia, nella sconfitta per 2-0 contro l'Hércules nel secondo turno della Coppa del Re. Il 24 novembre successivo esordisce anche in Segunda División, subentrando a Daniel Toribio a seguito dell'espulsione di Casto al minuto '70, mantenendo la porta inviolata nello 0-0 contro l'Alcorcón.
Il 5 luglio 2016, ha fatto ritorno all'UCAM Murcia, neopromosso in seconda divisione. Inizialmente riserva di Biel Ribas, conclude la stagione con 12 presenze in campionato. Il 5 luglio 2017 firma un contratto biennale con l'Almería.
Inizialmente riserva di René, il 22 maggio 2019 ha prolungato il suo contratto con i Rojiblancos per altre due stagioni. Con l'arrivo del tecnico Guti, inizia a giocare con maggior regolarità e il 27 aprile 2020 estende il suo contratto fino al 2022.
Nella stagione 2021-2022 gioca quasi tutte le gare di campionato, tranne una, contribuendo al ritorno dell'Almería nella Liga. Al termine della stagione viene anche premiato con il Trofeo Zamora. Il 14 agosto 2022, all'età di 32 anni, esordisce nella massima divisione spagnola, nella sconfitta per 1-2 contro il Real Madrid.

### Nazionale
Ha giocato nella nazionale spagnola Under-19.

## Statistiche

### Presenze e reti nei club
Statistiche aggiornate al 23 agosto 2022.
| Stagione           | Squadra            | Campionato         | Campionato | Campionato | Coppe nazionali | Coppe nazionali | Coppe nazionali | Coppe continentali | Coppe continentali | Coppe continentali | Altre coppe | Altre coppe | Altre coppe | Totale | Totale |
| Stagione           | Squadra            | Comp               | Pres       | Reti       | Comp            | Pres            | Reti            | Comp               | Pres               | Reti               | Comp        | Pres        | Reti        | Pres   | Reti   |
| ------------------ | ------------------ | ------------------ | ---------- | ---------- | --------------- | --------------- | --------------- | ------------------ | ------------------ | ------------------ | ----------- | ----------- | ----------- | ------ | ------ |
| 2009-2010          | Sangonera          | SDB                | 4          | -7         | -               | -               | -               | -                  | -                  | -                  | -           | -           | -           | 4      | -7     |
| 2010-2011          | Real Murcia        | SDB                | 0          | 0          | CR              | 0               | 0               | -                  | -                  | -                  | -           | -           | -           | 0      | 0      |
| 2011-2012          | Real Murcia        | SD                 | 0          | 0          | CR              | 0               | 0               | -                  | -                  | -                  | -           | -           | -           | 0      | 0      |
| 2012-gen. 2013     | UCAM Murcia        | SDB                | 10         | -10        | -               | -               | -               | -                  | -                  | -                  | -           | -           | -           | 10     | -10    |
| gen.-giu. 2013     | Real Murcia        | SD                 | 0          | 0          | CR              | -               | -               | -                  | -                  | -                  | -           | -           | -           | 0      | 0      |
| 2013-2014          | Real Murcia        | SD                 | 2          | -2         | CR              | 1               | -2              | -                  | -                  | -                  | -           | -           | -           | 3      | -4     |
| 2014-2015          | Real Murcia        | SDB                | 20         | -15        | CR              | 0               | 0               | -                  | -                  | -                  | -           | -           | -           | 20     | -15    |
| 2015-2016          | Real Murcia        | SDB                | 37+2       | -28 + -2   | CR              | 1               | -1              | -                  | -                  | -                  | -           | -           | -           | 40     | -31    |
| Totale Real Murcia | Totale Real Murcia | Totale Real Murcia | 59+2       | -45 + -2   |                 | 2               | -3              |                    | -                  | -                  |             | -           | -           | 63     | -50    |
| 2016-2017          | UCAM Murcia        | SD                 | 12         | -15        | CR              | 2               | -4              | -                  | -                  | -                  | -           | -           | -           | 14     | -19    |
| Totale UCAM Murcia | Totale UCAM Murcia | Totale UCAM Murcia | 22         | -25        |                 | 2               | -4              |                    | -                  | -                  |             | -           | -           | 24     | -29    |
| 2017-2018          | Almería            | SD                 | 0          | 0          | CR              | 1               | -1              | -                  | -                  | -                  | -           | -           | -           | 1      | -1     |
| 2018-2019          | Almería            | SD                 | 4          | -1         | CR              | 4               | -13             | -                  | -                  | -                  | -           | -           | -           | 0      | 0      |
| 2019-2020          | Almería            | SD                 | 24         | -21        | CR              | 0               | 0               | -                  | -                  | -                  | -           | -           | -           | 24     | -21    |
| 2020-2021          | Almería            | SD                 | 11+1       | -10        | CR              | 3               | -2              | -                  | -                  | -                  | -           | -           | -           | 15     | -12    |
| 2021-2022          | Almería            | SD                 | 41         | -33        | CR              | 1               | -1              | -                  | -                  | -                  | -           | -           | -           | 42     | -34    |
| 2022-2023          | Almería            | PD                 | 2          | -3         | CR              | 0               | 0               | -                  | -                  | -                  | -           | -           | -           | 2      | -3     |
| Totale Almería     | Totale Almería     | Totale Almería     | 82+1       | -68        |                 | 9               | -17             |                    | -                  | -                  |             | -           | -           | 92     | -85    |
| Totale carriera    | Totale carriera    | Totale carriera    | 167+3      | -145 + -2  |                 | 13              | -24             |                    | -                  | -                  |             | -           | -           | 183    | -171   |

## Palmarès

### Club

#### Competizioni nazionali
- Segunda División: 1

Almeria: 2021-2022